# Josip Štolcer-Slavenski
Josip Štolcer-Slavenski (Čakovec, 11. svibnja 1896. – Beograd, 30. studenoga 1955.) hrvatski skladatelj i glazbeni pedagog.

## Životopis
Studirao je glazbu u Budimpešti (1913. – 1915.) i Pragu (1920. – 1923), u međuvremenu se vraćao u Čakovec i Zagreb. 1924. godine se seli u Beograd gdje je radio kao profesor u Srpskoj muzičkoj školi (danas Muzička škola "Mokranjac"), Drugoj muškoj gimnaziji, te na Muzičkoj akademiji. U Beogradu je živio do kraja života (izuzev zime 1924./1925. kada je boravio u Parizu). 
U svojim djelima uvelike je koristio autohtonu narodnu glazbu, osobito onu iz svojega rodnoga kraja – Međimurja. Danas objedinjena osnovna i srednja glazbena škola, jedina te vrste u Srbiji, njemu u čast nosi ime Muzička škola "Josip Slavenski". Također, 1974. godine je u Čakovcu, Štolcerovu rodnome gradu osnovana, u svjetskim okvirima poznata, glazbena manifestacija Majski muzički memorijal "Josip Štolcer Slavenski".

## Djela

### Instrumentalna
- Nokturno (1920.)
- Sonata za glasovir (1924.)
- Balkanofonija (1927.)
- Gudački kvartet br.2 (1928.)
- Kaos (1932.)

### Pjesme inspirirane međimurskim melosom
- "Voda zvira" (1916.)
- "Romarska popevka" (1922.)
- "Ftiček veli"
- "Pjesme moje majke"

## Nagrada
U čast Slavenskom i njegovom djelu u Hrvatskoj je 1970. godine utemeljena Vjesnikova godišnja nagrada za glazbu "Josip Štolcer Slavenski".

## Vanjske poveznice

### Sestrinski projekti
|  | Zajednički poslužitelj ima još gradiva o temi Josip Štolcer-Slavenski |

### Mrežna sjedišta
- Štolcer-Slavenski, Josip Hrvatska enciklopedija. LZMK
- Virtualni muzej tradicijske glazbe Međimurja: Josip Štolcer Slavenski  Arhivirana inačica izvorne stranice od 8. ožujka 2016. (Wayback Machine)
- Muzička škola "Josip Slavenski" / O nama: Josip Slavenski  Arhivirana inačica izvorne stranice od 2. travnja 2015. (Wayback Machine) (srp.) (engl.)